# Cuarteto Janáček

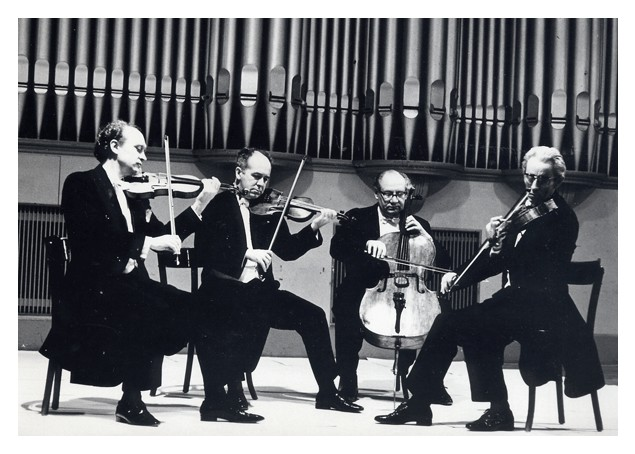
Quarteto Janáček

El Cuarteto Janáček (en checo: Janáčkovo kvarteto) es un cuarteto de cuerdas checo fundado en 1947, que todavía está actualmente en activo.

## Orígenes y actividades
El Cuarteto Janáček fue formado en 1947 por estudiantes de Váša Černý en el Conservatorio de Brno, originalmente bajo el nombre de JAMU Quartet. El cuarteto inicialmente se concentró principalmente en las obras de cámara de Janáček. En 1949, el conjunto cambió su nombre a Janáček Quartet, en homenaje al compositor de Moravia, Leoš Janáček. Jirí Trávníček tenía algunos lazos musicales con él (era estudiante de František Kudláček, miembro del Cuarteto de Moravia que estrenó el Cuarteto de cuerdas No. 2 de Janáček, "Cartas íntimas" y editó el trabajo en cooperación con el compositor.
La sustitución de Adolf Sýkora por Miroslav Matyáš en 1952 fue el único cambio de personal durante los primeros veinticinco años, hasta la muerte de Jiří Trávníček en 1973. Ganaron un concurso de interpretación en el antiguo Berlín Occidental, lo que en 1955 les abrió la puerta a las grandes salas de conciertos y desde entonces se han ganado reconocimiento internacional. 
Las grabaciones del cuarteto han ganado numerosos premios, incluido el Gran Premio de la Academia Charles Cros, y el Preis der deutschen Schallplattenkritik (ambos para la grabación de los cuartetos de cuerda de Janáček). El Cuarteto Janáček ha realizado grabaciones para Deutsche Grammophon, Supraphon, Eterna, Decca y otras marcas.
El cuarteto es inusual entre los cuartetos de cuerda en la ejecución sin partituras, de memoria. También se destaca por un estilo distintivo de interpretación.

## Miembros de la formación
1er violín
- Jiří Trávníček (1947-1973)
- Bohumil Smejkal (1973– ? )
- Miloš Vacek (actual)

2º violín
- Miroslav Matyáš (1947-1952)
- Adolf Sýkora (1952–(después de 1973))
- Vítězslav Zavadilík (actual)

viola
- Jiří Kratochvíl (1947–(después de 1973))
- Ladislav Kyselák (De 1989 A 2008)
- Jan Řezníček (actual)

violonchelo
- Karel Krafka (1947–(después de 1973))
- Břetislav Vybíral (actual)